# Ryūsei Miracle (canción)
«Ryūsei Miracle» es el cuarto sencillo de la banda japonesa Ikimono Gakari, lanzado el 6 de diciembre de 2006, para formar parte de su primer álbum Sakura Saku Machi Monogatari.

## Canciones
1. Ryūsei Miracle (流星ミラクル) "Milagro de una Estrella Fugaz" [4:07] 
Letras/Composición: Mizuno Yoshiki

2. Yuki Yamanu Yoru Futari (雪やまぬ夜二人) "Dos en la noche de la nieve eterna" [4:44]
Letras/Composición: Yamashita Hotaka

3. Kaze ni Fukarete (風に吹かれて) "El viento sopla" [3:04] 
Letras/Composición: Miyamoto Hiroji

4. Ryūsei Miracle - instrumental -

## Curiosidades
La canción Ryūsei Miracle ya había sido ideada por Mizuno en la escuela secundaria.
- Datos: Q7385638